# Departamentul Boboye
Departamentul Boboye este un departament din  regiunea Dosso, Niger, cu o populație de 270.188 locuitori (2001).